# مقاطعة بيلة سوار
مقاطعة بيلة سوار (بالفارسية: شهرستان بیله‌سوار) هي إحدى مقاطعات في محافظة أردبيل في إيران. مركز مقاطعة بيله سوار هو مدينة بيله سوار.